# Slime Rancher 2
Slime Rancher 2 é um videogame de aventura de simulação de vida em primeira pessoa desenvolvido e publicado pelo estúdio indie americano Monomi Park. Slime Rancher 2 é a sequência direta de seu antecessor, Slime Rancher (2017). Apresenta a personagem jogável e protagonista principal de Slime Rancher, Beatrix LeBeau explorando um novo local chamado "Ilha Arco-Íris". O jogo foi lançado em acesso antecipado em 22 de setembro de 2022 para Xbox Series X/S e Microsoft Windows através da Microsoft Store, Steam e Epic Games Store . O jogo também foi lançado em acesso antecipado para o PlayStation 5 em 7 de junho de 2024.

## Jogabilidade
Em um mundo aberto, o jogador controla a personagem "Beatrix LeBeau", uma fazendeira que se mudou do planeta Terra para um planeta distante para viver a vida de uma fazendeira de slimes, centrado na construção de ranchos e na exploração do meio ambiente, a fim de coletar, alimentar e procriar slimes, organismos vivos gelatinosos de vários tamanhos e características.  
O jogo gira em torno de alimentar os slimes com a comida correta para que eles possam produzir "plorts", que podem ser vendidos em troca de Newbucks, uma moeda necessária para comprar atualizações para o rancho e seus equipamentos. Existem diferentes tipos de slimes no mundo, incluindo alguns introduzidos para Slime Rancher 2. Para obter os slimes em seu rancho, é necessário explorar a ilha e caçá-los, enfrentando perigos.   Slimes reagem e mudam com base no que são alimentados.

## Desenvolvimento e lançamento
Slime Rancher 2 foi revelado em 13 de junho de 2021, tendo sido apresentado durante o Xbox & Bethesda Games Showcase 2021.   Durante o Xbox & Bethesda Games Showcase 2022, mais informações sobre o jogo foram reveladas, juntamente com uma data de lançamento projetada para o outono de 2022.  Slime Rancher 2 foi lançado em acesso antecipado em 22 de setembro de 2022 para Microsoft Windows e Xbox Series X/S . 
Slime Rancher 2 usa o motor de jogo Unity.  Ele utiliza o novo pipeline de renderização em alta definição do Unity   uma pipeline de renderização que lida com recursos gráficos. Isso exigiu uma abordagem completamente nova para o pipeline gráfico em comparação com a usada no jogo anterior. 